# Genome Biology and Evolution
Genome Biology and Evolution es una revista científica mensual revisada por pares y de acceso abierto publicada por Oxford University Press en nombre de la Sociedad de Biología Molecular y Evolución. La revista cubre la investigación sobre la biología evolutiva y genómica. Según el Journal Citation Reports, la revista en 2017 obtuvo un factor de impacto de 3.940.
Editores fundadores

Takashi Gojobori, Instituto Nacional de Genética, Mishima, Japón

Instituto William Martin de Evolución Molecular, Universidad de Duesseldorf, Alemania

## Métricas de revista
2024
- Web of Science Group : 3.416
- Índice h de Google Scholar: 81
- Scopus: 3.69

La revista ocupa el segundo puesto en el apartado de las revistas de Genética & Genómica en Google Scholar con un índice h5 de 126